# Pixidio

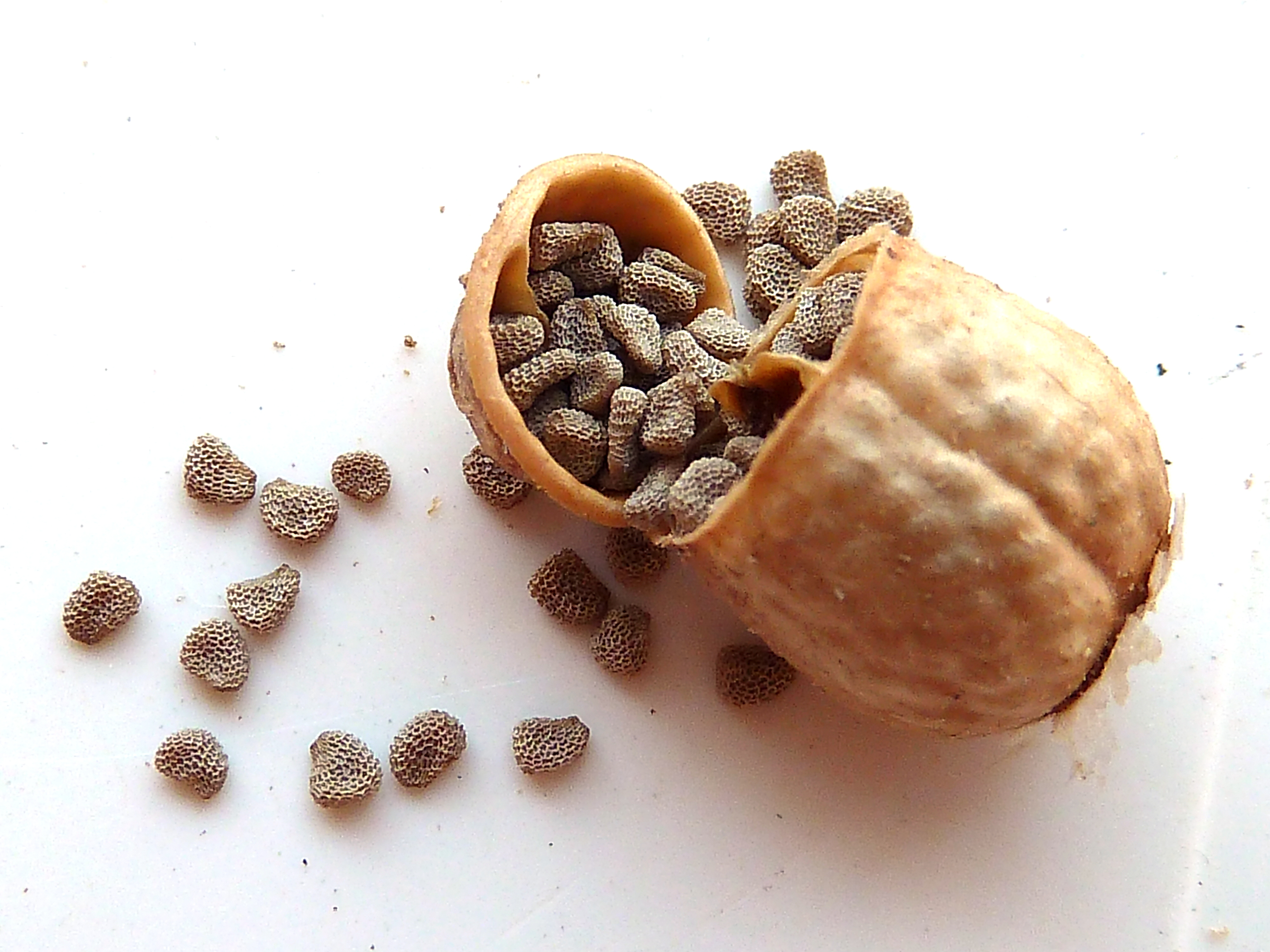
Pixidio de Hyoscyamus albus (beleño blanco).

Un pixidio es un tipo de fruto seco, sincárpico, similar a la cápsula. Es dehiscente (es decir, se abre al madurar), abriéndose por una sutura transversal o circuncisa. La parte superior del fruto se desprende en un solo bloque, llamado opérculo, dejando al descubierto la sección inferior, llamada urna, que contiene las semillas; se origina normalmente a partir de un ovario gamocarpelar, y puede tener una o múltiples cavidades.
Ejemplos de pixidios son
- los frutos del beleño blanco (Hyoscyamus albus).
- los del género de la esponja vegetal (Luffa).[1]
- Hay varios ejemplos en la familia de árboles Lecythidaceae, el más conocido es el fruto de la nuez de Brasil o castaña de Pará, Bertholletia, que según Kubitzki (ed. 2004) es un pixidio secundariamente indehiscente, ya que el opérculo es demasiado pequeño para dejar pasar las semillas, y se abre hacia el interior del fruto. El fruto (llamado "coco" por su parecido a un coco pequeño) cae al suelo de la selva donde los agutís roen la cáscara desde el orificio dejado por el opérculo hasta que la abren lo suficientemente para llegar a las semillas. Otro ejemplo conocido de la misma familia es Lecythis, la "olla del mono".[2]